# オロロン川
オロロン川（オロロンがわ、フランス語: Gave d'Oloron）は、フランス南西部のヌーヴェル＝アキテーヌ地域圏ピレネー＝アトランティック県とランド県を流れる河川。ピレネー山脈に発し、ポー川に合流している。

## 地理

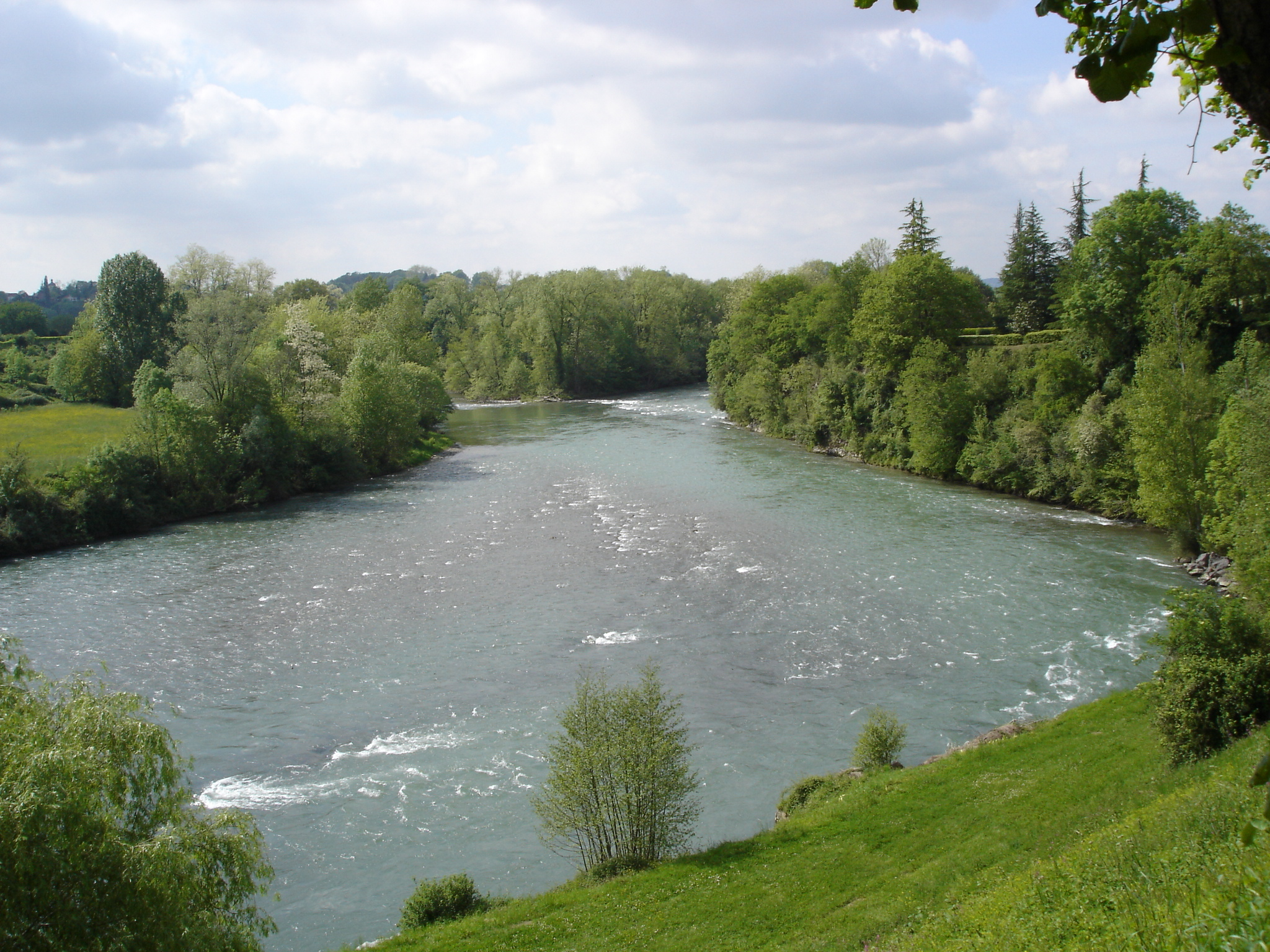
ナヴァランクス付近

ピレネー＝アトランティック県オロロン＝サント＝マリーの町の名称はオロロン川に由来する。この町で南から流れてきたアスプ川と南東から流れてきたオソー川が合流してオロロン川となる。オロロン川はその後北西に向かって流れ、ナヴァランクスやソヴテール＝ド＝ベアルンの町を通る。ソヴテール＝ド＝ベアルンでは水流が二手に分かれて中州を形成しており、12世紀から13世紀には町から中州に向かって「伝説橋」（フランス語: Pont de la Legende）が築かれたが、18世紀の洪水で流されて半分ほどが残るのみである。
ソヴテール＝ド＝ベアルンの西にあるサン＝マルタン地区ではセゾン川を集める。ランド県ペイルオラードの南でポー川に合流する。ポー川はその後アドゥール川に合流し、最終的には大西洋のビスケー湾に注いでいる。

## 流域にある自治体
- ピレネー＝アトランティック県: オロロン＝サント＝マリー、ナヴァランクス、ソヴテール＝ド＝ベアルン（英語版）
- ランド県: ペイルオラード（英語版）